# Universidade Estadual de Feira de Santana
Universidade Estadual de Feira de Santana (UEFS) er et anset universitet i Feira de Santana, Bahia, Brasilien. Universitetet blev grundlagt i 1976 og havde i (2010) 7.121 studerende.